# 卡雷尔·利希特内格尔
卡雷尔·利希特内格尔（捷克語：Karel Lichtnégl，1936年8月30日—2015年1月15日），捷克男子足球运动员，场上位置是前锋。他曾代表捷克斯洛伐克国奥队参加1964年夏季奥林匹克运动会足球比赛，获得一枚银牌。